# Фленсбург
Фленсбург (на немски: Flensburg; на датски: Flensborg) е град в Шлезвиг-Холщайн, Германия с 85 942 жители (към 31 декември 2015). Намира се при Балтийско море и на 141 km от Хамбург.
- Северната порта
- Военноморското училище
- Водната кула
- Параходът Александра навлиза в пристанището
- KBA